# Burrimysis palmeri
Burrimysis palmeri är en kräftdjursart som beskrevs av Damià Jaume och Mauricio Garcia 1993. Burrimysis palmeri ingår i släktet Burrimysis och familjen Mysidae. Inga underarter finns listade i Catalogue of Life.